# Under the Skin
Under the Skin är en brittisk dramafilm från 1997 skriven och regisserad av Carine Adler, med Samantha Morton och Claire Rushbrook i huvudrollerna. Den senare av dessa huvudrollsinnehavare (Morton) fick ta emot en hel del beröm för sin insats i denna film.

## Rollista
| Samantha Morton    | – Iris    |
| Claire Rushbrook   | – Rose    |
| Rita Tushingham    | – Mamma   |
| Christine Tremarco | – Vron    |
| Stuart Townsend    | – Tom     |
| Matthew Delamere   | – Gary    |
| Mark Womack        | – Frank   |
| Clara Francis      | – Elena   |
| Joe Tucker         | – Sam     |
| Daniel O'Meara     | – Max     |
| Crissy Rock        | – Compere |